# Dahlem (Nordeifel)
Dahlem in der Eifel ist eine Gemeinde im Kreis Euskirchen. Sie hat die zweitkleinste Einwohnerzahl und die niedrigste Bevölkerungsdichte aller Gemeinden von Nordrhein-Westfalen.

## Geographische Lage
Dahlem liegt in der Nordeifel im Naturpark Hohes Venn-Eifel zwischen Blankenheim im Nordosten und dem rheinland-pfälzischen Stadtkyll im Südwesten. Nach Süden hin grenzt die Gemeinde an die rheinland-pfälzische Verbandsgemeinde Gerolstein. Durch Dahlem fließt der Kyll-Zufluss Glaadtbach. Im östlich gelegenen Ripsdorfer Wald liegen die Heidenköpfe.

## Gemeindegliederung

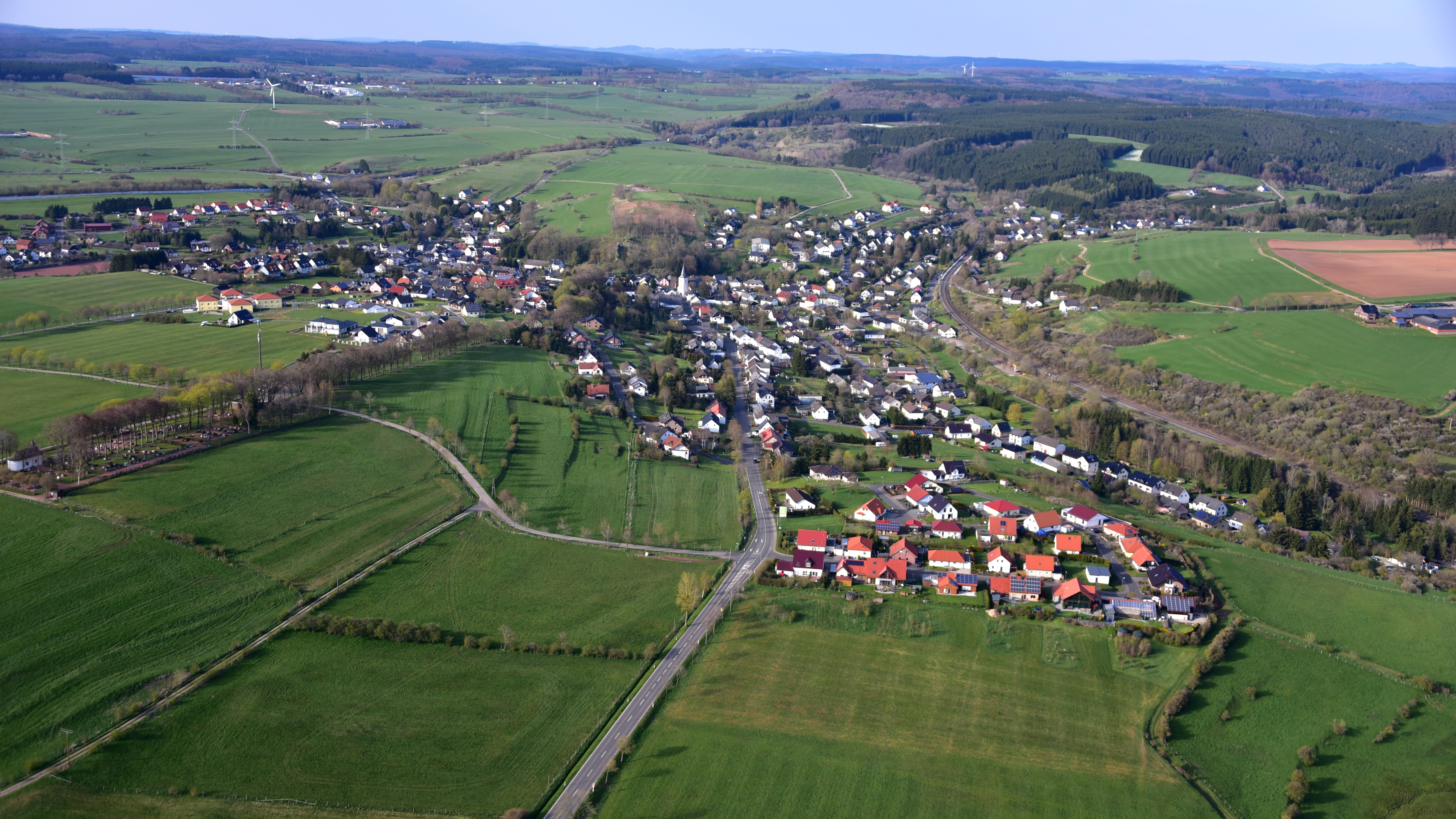
Dahlem (Nordeifel), Luftaufnahme (2016)

Die Gemeinde Dahlem besteht aus den folgenden Ortsteilen:
- Baasem
- Berk
- Dahlem
- Frauenkron
- Kronenburg
- Schmidtheim

## Geschichte
Funde von Ziegelscherben aus der Römerzeit (50 v. bis 400 n. Chr.) wurden in der Nähe der Römerstraße Trier–Neuss, östlich der sog. „Hügelgräber“, gemacht. In der Flur „Im Leger“ wurden Brandgräber mit Beigaben entdeckt.
Die erste Erwähnung fand Dahlem als dalaheim in einer in Aachen in lateinischer Sprache ausgestellten Schenkungsurkunde des Edelherrn Otbert datiert auf den 20. Januar 867:

„Und so gab (uns) der vorher erwähnte Otbert zu unserem Königsgut […] im Eifelgau in dem Dorf Dahlem einen kleinen Hof und in der Gemarkung dieses Dorfes eine Feldfläche, wo 100 Hufen bebaut und (einen Wald) wo 1000 Schweine gemästet werden können. Es liegt aber dieser Wald zwischen Schmidtheim und Baasen.“

Noch im 19. Jahrhundert war Dahlem unter dem Namen Dalheim bekannt. Der Name leitet sich von „Talheim“ ab.
Im Rahmen der kommunalen Gebietsreform wurden zum 1. Juli 1969 die ehemaligen Gemeinden Baasem, Berk, Kronenburg und Schmidtheim eingegliedert. Der Verwaltungssitz befindet sich in Schmidtheim.

## Politik

### Gemeinderat
Der Gemeinderat ist die kommunale Volksvertretung der Gemeinde Dahlem. Über die Zusammensetzung entscheiden die Bürger alle fünf Jahre. Die letzte Wahl fand am 13. September 2020 statt.

### Bürgermeister
| von  | bis   | Name            | Bemerkung                    |
| ---- | ----- | --------------- | ---------------------------- |
| 1969 | 1984  | Johann Schramm  | ehrenamtlicher Bürgermeister |
| 1984 | 1999  | Reinhold Müller | ehrenamtlicher Bürgermeister |
| 1999 | 2014  | Reinhold Müller | Bürgermeister                |
| 2014 | heute | Jan Lembach     |                              |

Seit dem Jahr 1999 werden Bürgermeister in Nordrhein-Westfalen direkt gewählt und stehen als hauptamtliche Repräsentanten der Kommunen der Verwaltung vor.

### Partnerschaft
Dahlem ist mit der französischen Gemeinde Sarzeau in der Bretagne verschwistert.

### Wappen und Banner
Der Gemeinde ist mit Urkunde des Regierungspräsidenten vom 6. April 1976 das Recht zur Führung eines Wappens, eines Siegels und einer Flagge (Banner) verliehen worden.

#### Wappen
| Wappen von Dahlem | Blasonierung: „Von Silber (Weiß) nach Rot geteilt; oben ein wachsender gold (gelb) bewehrter roter Adler, unten drei (2 : 1) schrägrechts gestellte silberne (weiße) Hämmer.“             |
| Wappen von Dahlem | Wappenbegründung: Der Adler weist auf die ehemalige Herrschaft Kronenburg hin; die Hämmer entstammen dem Amtswappen Schmidtheims. Sie weisen auf die Eisenindustrie im Dahlemer Raum hin. |

#### Früheres Wappen bis 1976
| Wappen von Dahlem | Blasonierung: „Von Silber (Weiß) und Rot geteilt, oben ein wachsender golden (gelb) bewehrter Adler, unten eine gestürzte eingebogene silberne (weiße) Spitze, darin ein roter Pontifikalhut mit unten zusammengebundener roter Kordel.“ |
| Wappen von Dahlem | Wappenbegründung: Das Wappen wurde 1956 vom nordrhein-westfälischen Innenminister verliehen. Dahlem gehörte früher zur Landesherrschaft Kronenburg, der Kronenburger Adler symbolisiert dieses. Die gestürzte eingebogene Spitze steht redend für den Ortsnamen der Gemeinde, welcher auf den Stamm Dal zurück geht und bedeutet Tal. Der Pontifikalhut ist eines der Attribute des hiesigen Pfarrpatrons St. Hieronymus. |

#### Banner

Banner

„Rot-Weiß im Verhältnis 1 : 1 längsgestreift mit dem über der Mitte nach oben verschobenen Wappenschild der Gemeinde.“

## Bildung
In der zwischen Baasem und Kronenburg gelegenen ehemaligen Jugendherberge befindet sich eine Bildungsstätte für Religionsbeauftragte der Ditib.

## Verkehr

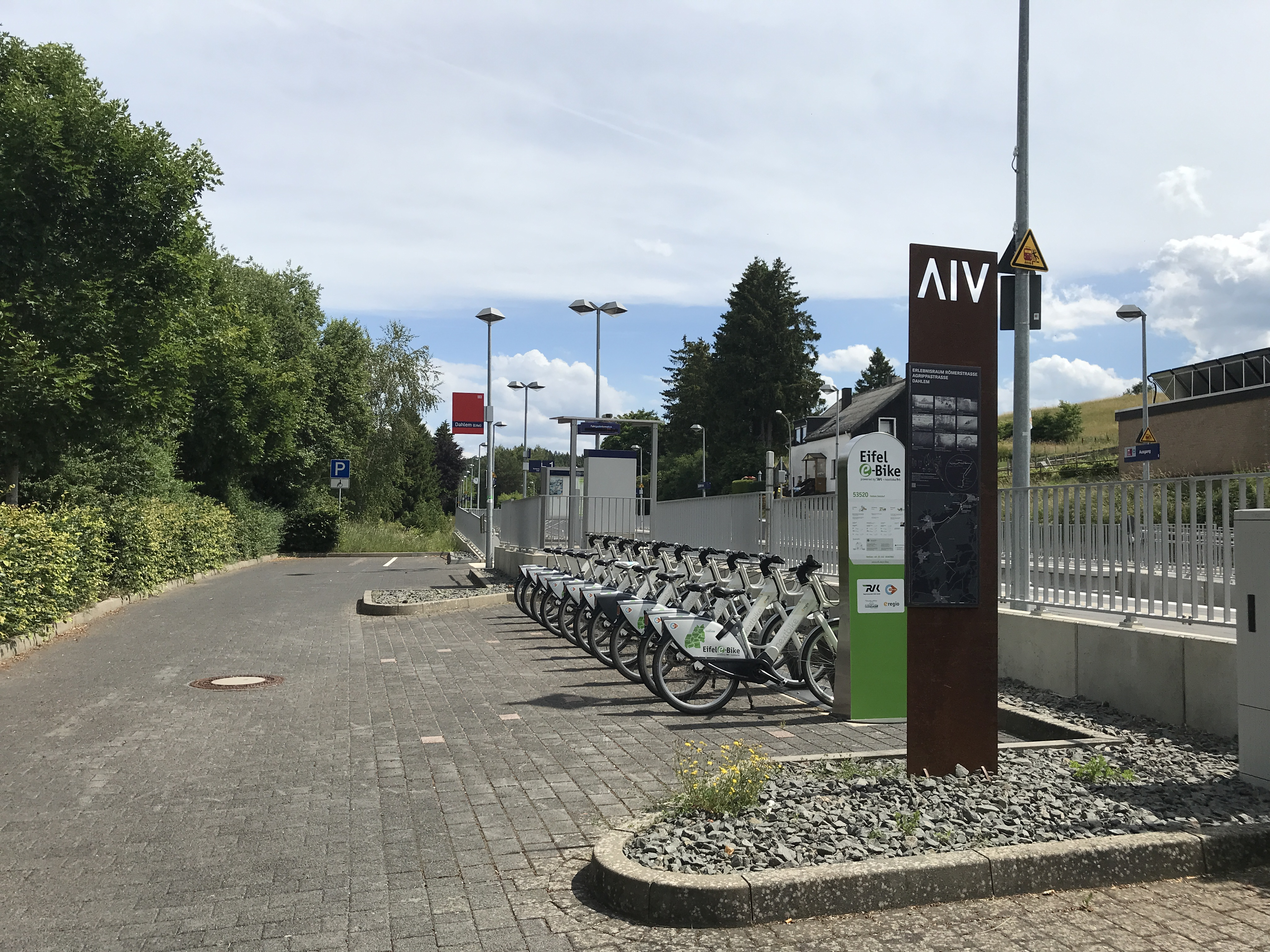
Bahnhof Dahlem, Perspektive Zugang vom Ortskern

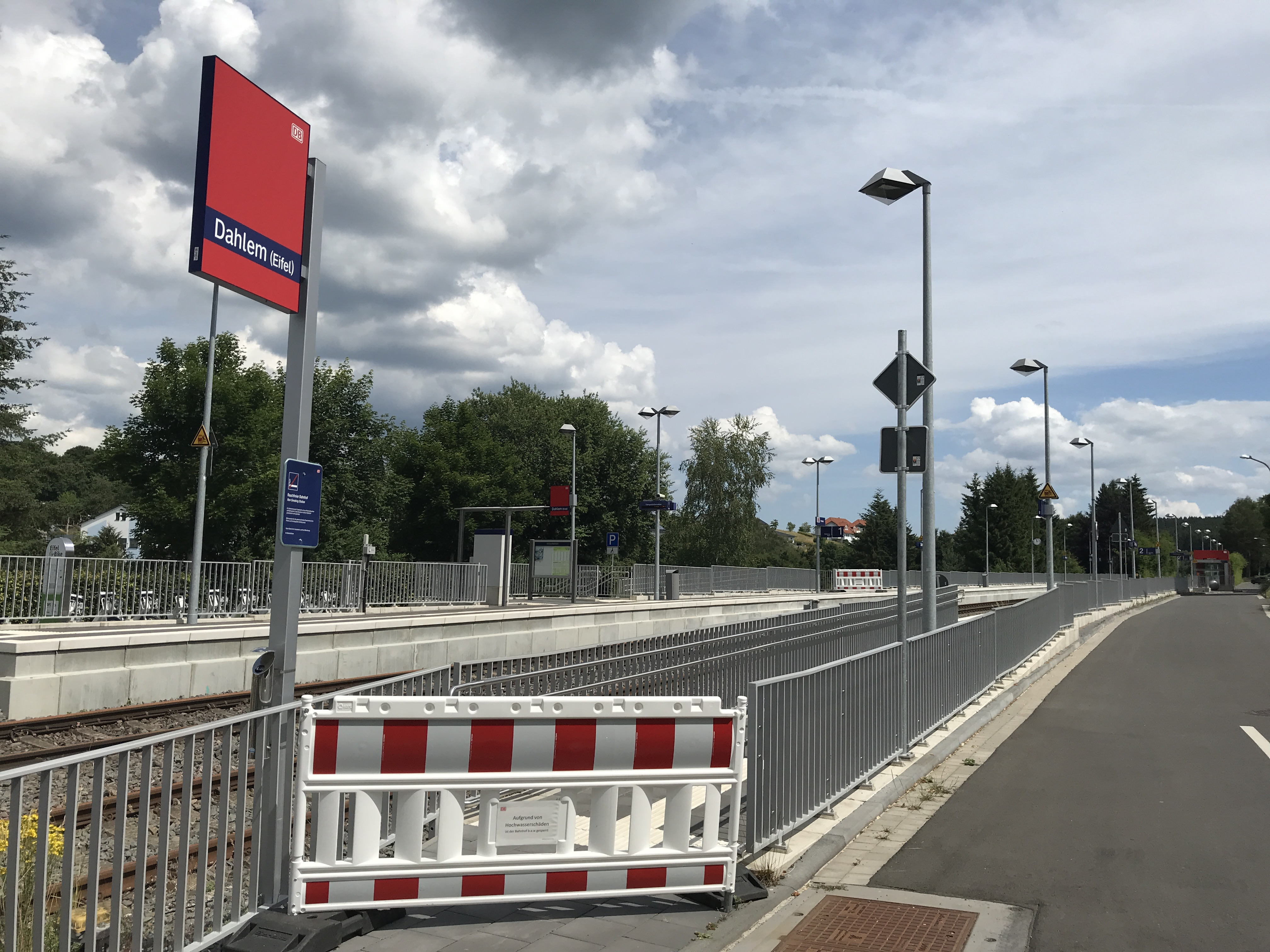
Bahnhof Dahlem (Eifel), Schienenersatzverkehr

Die Haltepunkte in Dahlem und Schmidtheim an der Eifelstrecke Köln – Euskirchen – Gerolstein – Trier werden von der Linie RE 22 im Stundentakt bedient. Zusätzlich verkehren einzelne Fahrten der Linie RB 24.
| Linie       | Verlauf | Takt          |
| ----------- | --- | ------------- |
| RE 22 RB 22 | Eifel-Express: Köln Messe/Deutz – Köln Hbf – Köln West – Köln Süd – Erftstadt – Weilerswist – Euskirchen – Mechernich – Kall – Urft (Steinfeld) – Nettersheim – Blankenheim (Wald) – Schmidtheim – Dahlem (Eifel) – Jünkerath – Lissendorf – Oberbettingen-Hillesheim – Gerolstein (Gattungswechsel RE/RB) – Birresborn – Mürlenbach – Densborn – Usch/Zendscheid – St. Thomas – Kyllburg – Bitburg-Erdorf – Hüttingen – Philippsheim – Speicher – Auw an der Kyll – Daufenbach – Kordel – Ehrang – Pfalzel – Trier Hbf (aufgrund von Hochwasserschäden längerfristig im Schienenersatzverkehr zwischen Kall und Gerolstein) Stand: April 2023 | 60 min        |
| RB 24       | Eifel-Bahn: Köln Messe/Deutz – Köln Hbf – Köln West – Köln Süd – Hürth-Kalscheuren – Brühl-Kierberg – Erftstadt – Weilerswist – Weilerswist-Derkum – Euskirchen-Großbüllesheim – Euskirchen – Satzvey – Mechernich – Scheven – Kall – Urft (Steinfeld) – Nettersheim – Blankenheim (Wald) – Schmidtheim – Dahlem (Eifel) – Jünkerath – Lissendorf – Oberbettingen-Hillesheim – Gerolstein (aufgrund von Hochwasserschäden längerfristig im Schienenersatzverkehr zwischen Kall und Gerolstein) Stand: April 2023 | einzelne Züge |

Es gilt der Tarif des Verkehrsverbund Rhein-Sieg und tarifraumüberschreitend der NRW-Tarif.
Die Anbindung der hinteren Ortsteile (Kronenburg, Frauenkron, Berk) an den Bahnhof Dahlem erfolgt werktags stündlich, sonn- und feiertags zweistündlich über die Buslinie 834 der RVK. Außerhalb des Schülerverkehrs kommt dabei der Taxibus zum Einsatz, d. h. die Fahrten verkehren nur bei telefonischer Voranmeldung.
| Linie | Verlauf |
| ----- | --- |
| 834   | MiKE (außer im Schülerverkehr): (Blankenheim –) Schmidtheim – Dahlem Bf – Baasem – Kronenburg – Kronenburgerhütte – Frauenkron – Berk |

Durch die Gemeinde Dahlem führen die B 51 und B 421. Über die in diesem Abschnitt dreispurig ausgebaute B 51 ist die A 1 erreichbar.
Zwischen Dahlem und Schmidtheim liegt der öffentliche Verkehrslandeplatz Dahlemer Binz.

## Sehenswürdigkeiten und Touristik

Ansichten von Dahlem
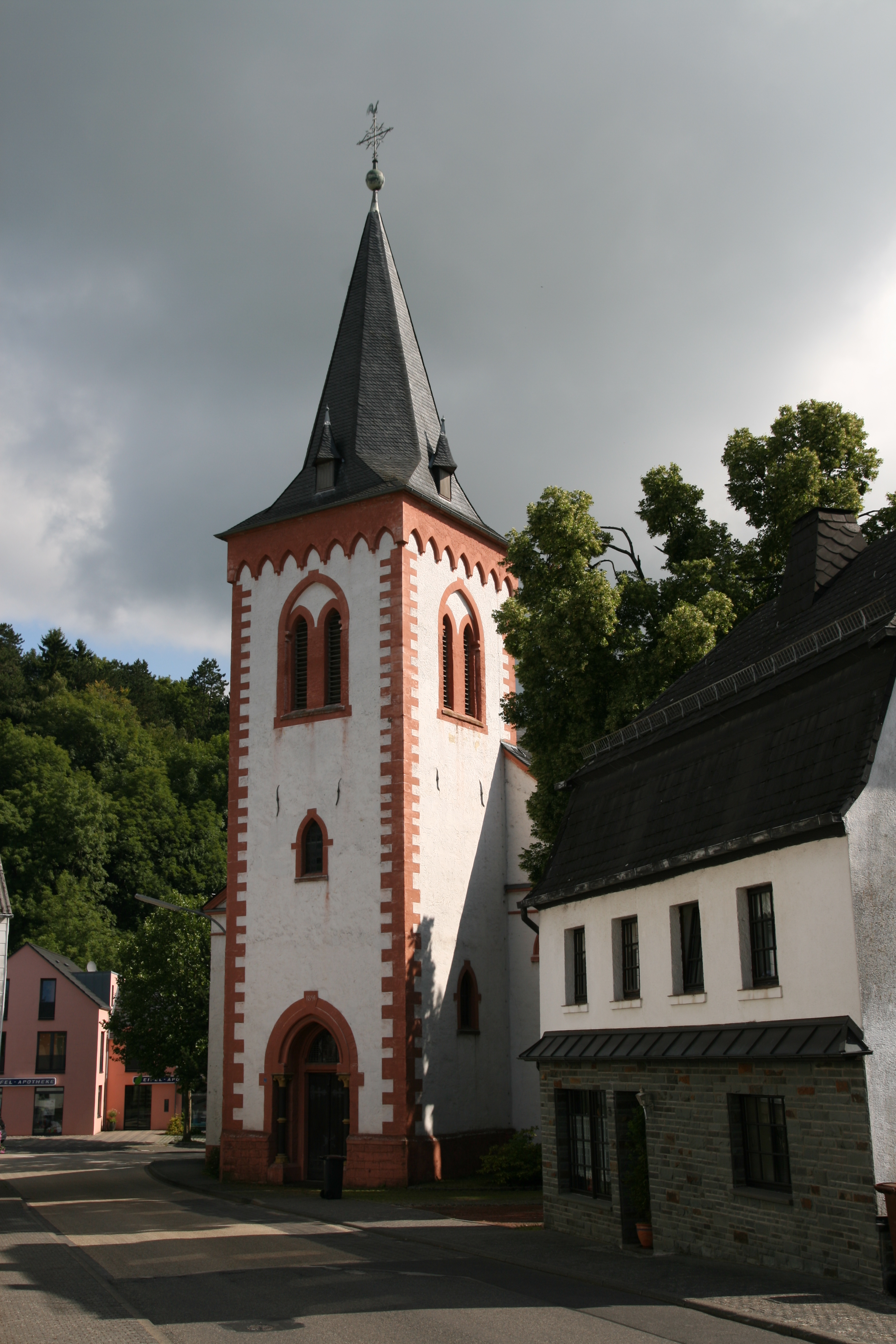
Pfarrkirche St. Hieronymus von 1891 in Dahlem
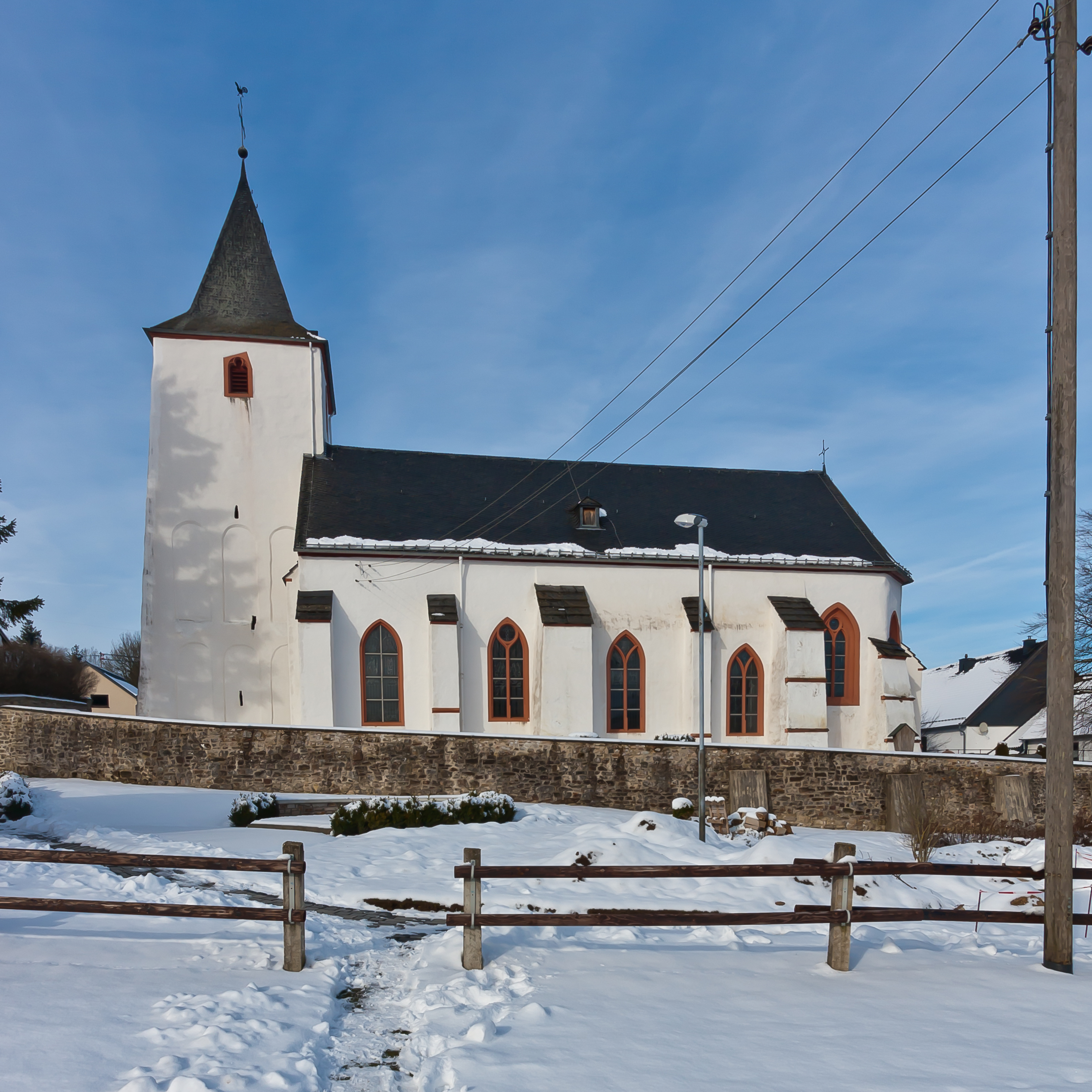
Kirche St. Mariä Geburt Baasem
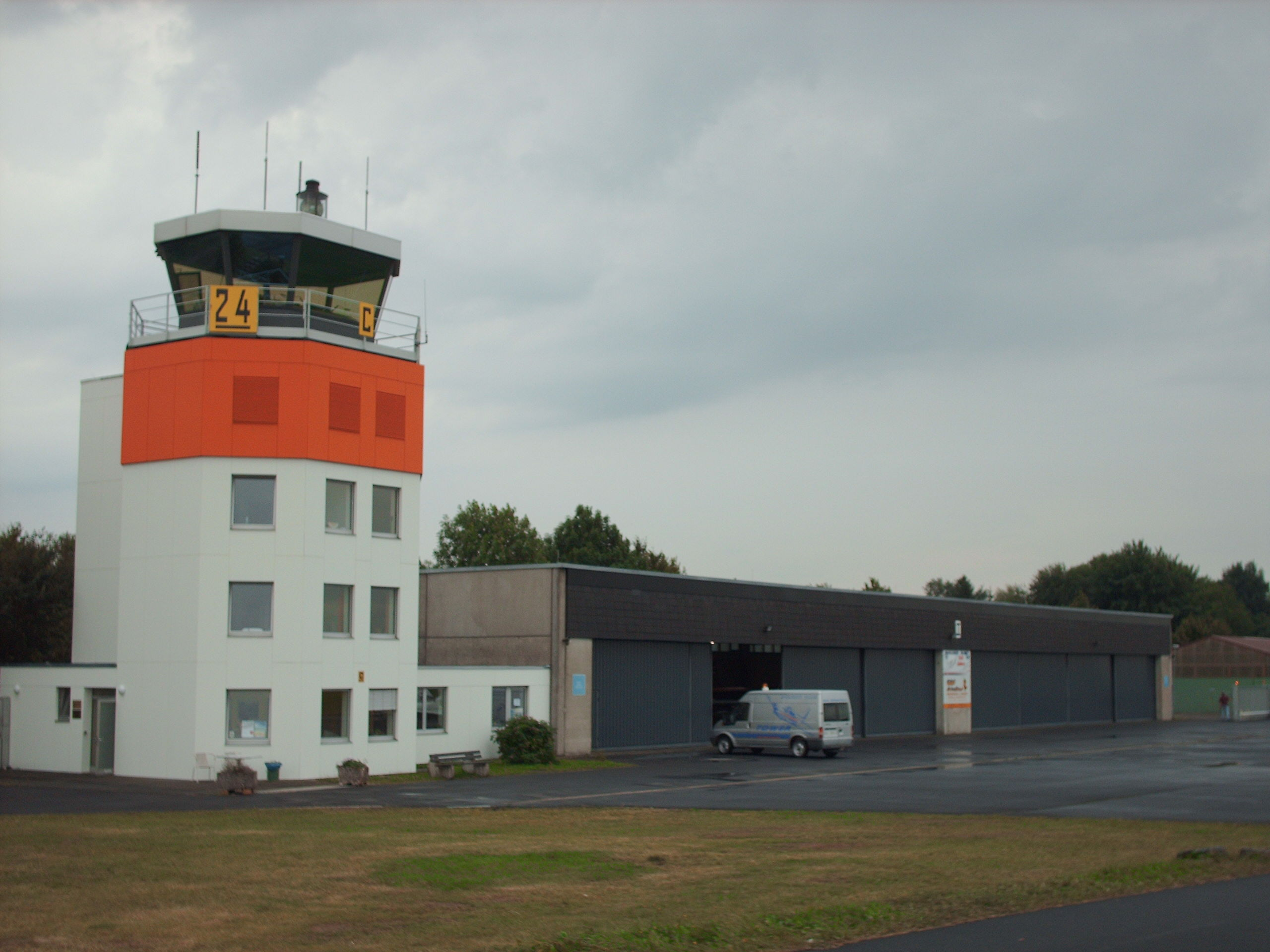
Dahlemer Binz
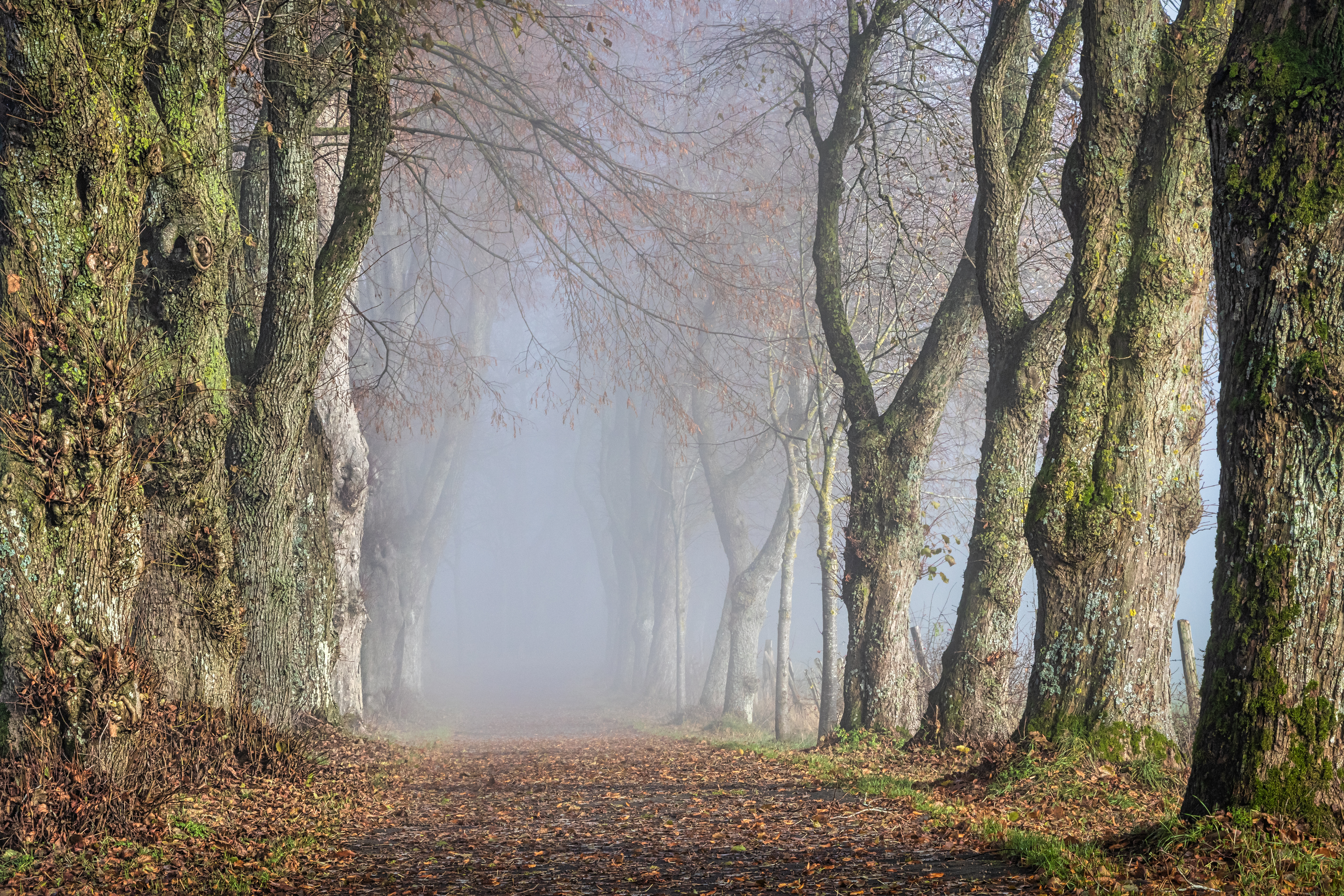
Naturdenkmal Marienallee in Dahlem
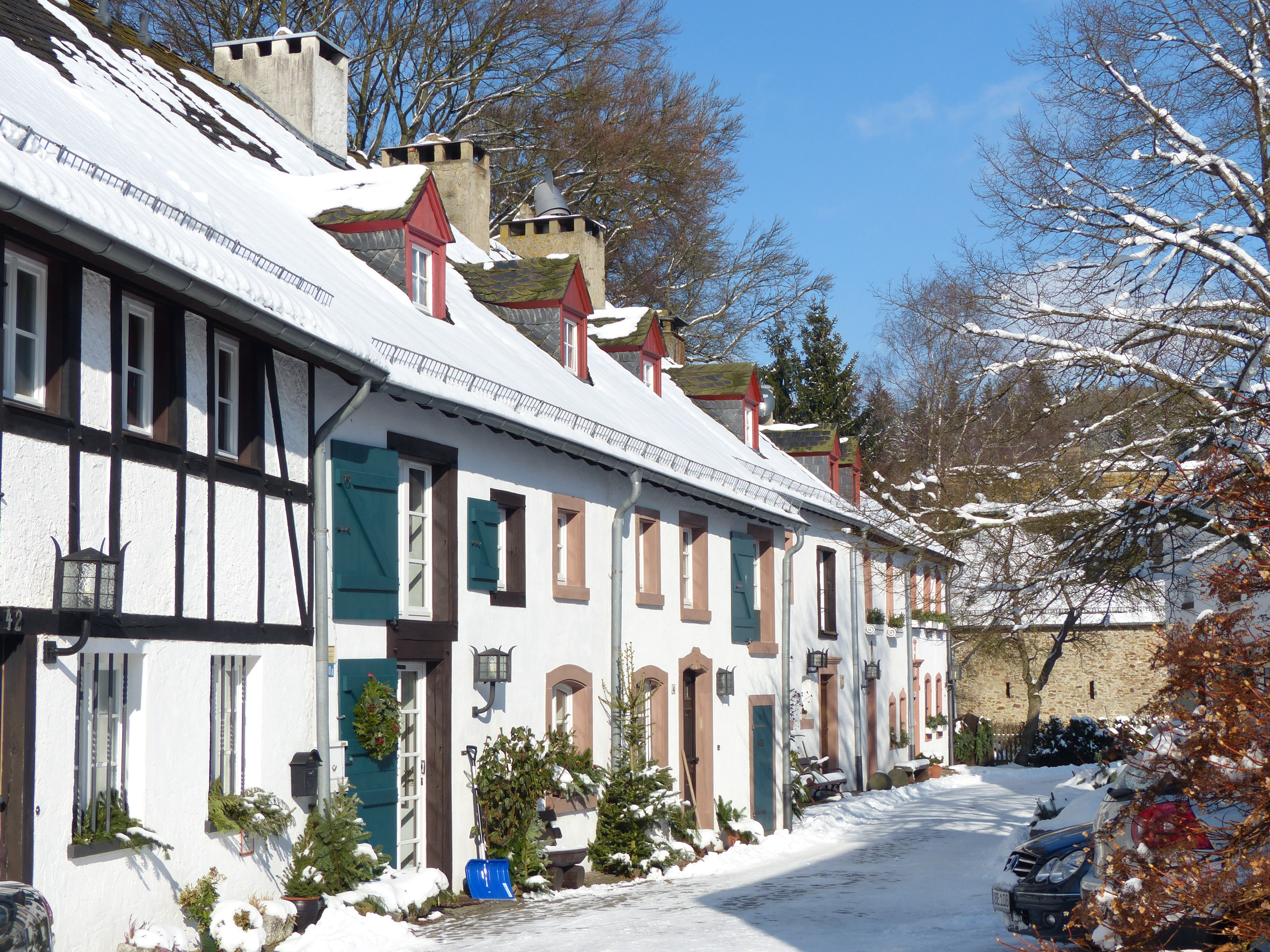
Burgbering in Kronenburg

- Burgruine und mittelalterlicher Ortskern in Kronenburg mit spätgotischer Kirche
- Kylltalsperre (Kronenburger See) in Kronenburg
- Ehemalige Trappistinnenabtei Maria Frieden in Dahlem
- Die Kirche St. Mariä Geburt (Baasem) stammt in ihrer heutigen Gestalt aus der Mitte des 15. Jahrhunderts und steht unter Denkmalschutz.
- Flugplatz Dahlemer Binz in Dahlem
- Kartbahn Dahlemer Binz
- Schloss Schmidtheim: das heutige Schloss, ursprünglich eine Wasserburg, stammt im Wesentlichen aus der ersten Hälfte des 17. Jahrhunderts, 1890 wurden die Wassergräben verfüllt. Das Schloss ist eines der besterhaltenen in der Eifel. Sehenswert ist die Parkanlage mit Baumbestand (heute Naturdenkmäler).
- Durch den Ort führt der Radwanderweg Eifel-Höhen-Route, der als Rundkurs um den Nationalpark Eifel führt.
- Dahlem ist ein möglicher Ausgangspunkt für den Kyll-Radweg, der seit 2015 über die ehemalige Bahntrasse von der belgischen Grenze bis nach Stadtkyll führt.
- Am Ortsrand von Dahlem führt der Moorpfad durch das Hangmoor an der Wasserdell.
- Der Radwanderweg Tälerroute führt ebenfalls durch den Ort.

## Söhne und Töchter der Gemeinde
- Johann Matthias Stahl (1833–1916), in Baasem geborener Klassischer Philologe, Gymnasial- und Hochschullehrer
- Innocent Wolf (1843–1922), Benediktinerabt der St. Benedict’s Abbey in Atchison, Kansas USA, Abtpräses der amerikanisch-cassinensischen Benediktinerkongregation
- Wilhelm Gier (1867–1951), Steyler Missionar, Priester und Generalsuperior, Autor geistlicher Schriften
- Johann Peter Brandenburg (1905–1977), Politiker (FDP/DVP), Mitglied des Landtags in Baden-Württemberg, Landtags-Vizepräsident, Oberbürgermeister von Pforzheim
- Karl Guthausen (1921–2012), Autor und Heimatkundler
- Lolita Brieger (1964–1982), Protagonistin eines bekannten deutschen Kriminalfalls.